# ジモトがジャパン
『ジモトがジャパン』は、林聖二による日本の漫画。本記事では単行本に併録された『地球人間テラちゃん』についても記述する。

## 概要
林の2作目となる作品で、『週刊少年ジャンプ』（集英社）では初となる連載作品。都道府県のネタをテーマとしたギャグ漫画である。『週刊少年ジャンプ』2018年42号より2019年26号まで35話連載された。その後、最強ジャンプ2019年7月号(6月1日発売)に移籍して2020年5月号(4月2日発売)まで連載された。並行して本誌には四コマ『ミニネタジャパン』を連載された。
2024年、勉タメジャンプで『地元がジャパン 勉タメ編』の連載が開始。
林は2015年頃に出身地・山口県の魅力をボクシングの試合に合わせて紹介する読切『おいでませ山口』を描いた。その後、連載に向けて案を考えていたとき、担当編集者から褒められたことを思い出し、山口県の「県」を「拳」に変え、さらに47都道府県をネタにすることに決めたのがきっかけとなった。
2018年9月時、ジャンプでは『斉木楠雄のΨ難』・『磯部磯兵衛物語〜浮世はつらいよ〜』などが終了したことでギャグ漫画が不足し、そのタイミングで連載が始まった。最初からギャグ漫画であると宣言・強調しての開始である。『思春期ルネサンス!ダビデ君』と交互に巻末ギャグ枠に掲載されていた。2019年26号にて終了したことで、連載陣からギャグ漫画が再びなくなった。 
2018年12月、アニメ化が発表された。連載3か月・単行本1巻発売前という『ジャンプ』では異例の早さである。
基本的に1話で1都道府県を題材とする。主人公は「ジモトを愛する」キャラクターであり、作風として（同時期のご当地漫画に多く見られた）「地元をディスる（けなす）」描写はやらないようにしている。マスラオは「地元愛が強すぎるシティボーイ」であり、また「ギャグキャラ」としてディスったらやっつけられるという役回りになっている。現実の連載時と作中日付が同期しており、2018年9月・トキオが1年生の二学期に転校してきたところからスタートする。連載誌巻末の作者コメントも、地元に関連した内容が多い。作中時と連載時は連動し、第28話で2年生に進級する。
雑誌・単行本で地元ネタを募集し、掲載された地元ネタは本編欄外と単行本巻末に掲載される。また作品内の左1/3縦柱スペースに「広告枠」を設け、地元を盛り上げたい企業・自治体にたいして「地元にまつわる広告」を募集し、媒体費無料で雑誌掲載かつ単行本収録をしている。無料なのは「読者投稿の延長線上」という体裁をとっているためで、応募された広告の中から誌面のバランスを考慮して選択される。
週刊少年ジャンプの漫画をパロディしたギャグが多い。加えて地元オマージュという性質上、ご当地の漫画もネタになる。一例が第1話の『幽☆遊☆白書』の必殺技パロディであり、冨樫義博の地元が山形ということから。後者の理由から集英社・ジャンプ漫画のみに限定されることなく、『クレヨンしんちゃん』（埼玉・明言せずに伏せ字と目隠し帯をしている）や『進撃の巨人』（大分・講談社・著作権マークを表示）などがネタに使われている。
本誌連載中はミニコーナー「ジャパンのジモトNEWS」が置かれていた。他誌移籍後も、本誌には『ジモトがジャパン出張所』が掲載された（先述の四コマを週刊連載）。
翻訳英語版のタイトルは『I'm From Japan』で、他の連載陣と同様に連載・アプリ配信されていた。

## ストーリー
東京の津々浦中学校に転入してきた中学生、安孫子時生は、同中学校の生徒で都道府拳マスター・日ノ本ジャパンと出会い、都道府拳部に入部する。以降トキオとジャパンの周囲には、埼玉県出身の解説役のヒデ、さらにジャパンのライバルである菊池益荒男（マスラオ）や雨貝一臣、ジャパンに恋をした湯瀬こまちなど濃い面子が集まり、騒がしい日々を送ることになる。

## 登場人物
声の項はテレビアニメ版の声優。年齢は初登場時（＝単行本幕間でのプロフィール紹介時）のもの。

### 津々浦中学校
日ノ本 ジャパン（ひのもと ジャパン）
声 - 高山みなみ
本作の主人公。1年J組→2年J組の男子生徒。都道府拳部部長。2月11日（建国記念の日）生。身長162cm。12歳。初登場は1話。
ニッポンパドールヘアーに、「JAPAN」の「J」を模して額に垂らした前髪が特徴。初対面の相手に地元を執拗に質問したり、クラスメイトを名前よりも地元で覚えるという奇人。出身地は秘密であるが、本人は日本全土が地元・47都道府県を等しく愛していると宣言する。都道府拳マスターとして都道府県に関する事柄をモチーフとした様々な技を使って、マスラオや雨貝たちと対決したり、周囲で起こる問題を解決する。
シャツの前面には、当該話の都道府県に関連した単語が書かれている。服を脱ぐと体には日本地図の形をした傷がある。学業は、地理のみ中学の試験レベルをはるかに超えて詳しく、それ以外の科目はやる気がない。
第44話の都道府拳全国トーナメント決勝での父の正博との対決時に超（スーパー）ジモッティに覚醒、ジモーラも正博と互角の8千万ジモーラとなった。それでも母の清美に父共々制止され、結界は準優勝となった。
30年後には内閣総理大臣になっていた。
安孫子 時生（あびこ ときお）
声 - 西山宏太朗
1年J組→2年J組の男子生徒。本作における狂言回し・ツッコミ担当。通称「トキオ」。山形県庄内地方出身。8月11日（山の日）生。身長179cm。13歳。初登場は1話（山形回）。
父親の転勤に伴い、地元山形から東京の津々浦に転校してきた。父と妹・紗和と3人でアパートで暮らしており、故郷には母がいる。転校早々ジャパンに出会い、都道府拳部に入部する。クールな性格で顔立ちも整っているが、ジャパンらに振り回され、ツッコミとリアクションのために顔面は頻繁に崩壊し、やたら脱ぎたがるようになる。こまちによると、彼のジモーラの数値は720ジモーラとのこと（第44話より）。
趣味は家事。芋煮会が好き。
ヒデ
声 - 羽多野渉
1年生→2年J組の男子生徒。1年生の時はジャパンやトキオとは別のクラス。埼玉県出身。1月22日（中田ヒデの誕生日）生。12歳。劇中では「ヒデ」とだけ呼ばれており、フルネームは明らかになっていない。初登場は2話（埼玉回）。
常にニット帽をかぶっている。たらこ唇で体格は太め。マスラオ達に地元を馬鹿にされたが、ジャパンに助けてもらったことがきっかけで都道府拳部に入部した。ジャパンを「師匠」と呼んで慕う。頭脳明晰で、作中における解説役を担当し、都道府拳全国トーナメントでも実況を担当していた。学業成績は学年1位。大学生以上の女性にしか興味が無く、実際に年上の未来と交際していたが、後に別れている。
30年後にはランボルギーニ持ちの年商30兆円の企業の社長になっていた。
作者の林が描いた作品にほぼ登場するスターシステムのキャラクターでもある。単行本に併録されている『地球人間テラちゃん』にも、異なる設定で登場している。
菊池 益荒男（きくち ますらお）
声 - 玄田哲章
1年M組→2年J組の男子生徒。通称「マスラオ」。東京都世田谷区出身。10月1日（都民の日）生。身長333cm（可変）。13歳。初登場は1話。
中学生には見えない大人びた顔立ちと巨大な体格が特徴。一人称は「ワシ」。
都会的でタワーマンションに住んでおり、セレクトショップ巡り、ジム通い、レコードディグリといった趣味を持つ。ファッションに強くこだわり、オシャレな衣装は毎話変わる。「偏差値砂漠東京を生き抜く」と勉学にも努めており、成績は学年2位。ホラーが苦手。
田舎が嫌いで、「シティーボーイ」を自称し、ジャパンらに度々ちょっかいを出す。惚れっぽく、『恋のマスラオ秋田編』ではこまちに恋をし、『恋のマスラオ神奈川編』ではミライに恋をし、ジャパンに助力を求めるも、どちらも相手が別の人物に恋をしており、失恋している。しかも勝てなかった恋敵がジャパンとヒデであるため、都道府拳部への対抗意識がさらに煽られる。逆に、ジャパン達に助太刀する場合もある（35話、40話）。
宮下あきら（東京出身）の『魁!!男塾』のオマージュキャラクターである。また、当初は上半身裸の設定の予定であったが、初代担当編集者（立ち上げ担当）の助言を受け、お洒落な服を着せることになった。
湯瀬 こまち（ゆぜ こまち）
声 - 上田麗奈
本作におけるメインヒロイン。1年M組→2年J組の女子生徒。秋田県出身。9月23日（秋分の日）生。身長142cm。13歳。初登場は5話（秋田回）。
トキオよりも後の時期に津々浦に転校して来た。トラックに轢かれそうになったところをジャパンに助けられて以降、彼に恋している。恥ずかしがり屋の性格ながらマスラオに対しても怯むことない芯の強さも持っており、興奮すると秋田弁で喋る。米は「ひとめぼれ」が好き。ジャパンが三重県の真珠で作ったネックレスを掛けている。
素で氷のジモーラが使える逸材で、いつの間にか秋田拳をマスターしている上にジモーラの数値のカウントも出来る（自身のジモーラは最大で8千）。修学旅行最終日にジャパンに都道府拳部に誘われ、入部する。
30年後には内閣総理大臣になったジャパンと共に行動していた（関係性は語られていない）。
萱原 ナオ（かやはら なお）
声 - 加藤英美里
1年M組→2年J組の女子生徒。香川県出身で香川弁で喋る。7月2日（うどんの日）生。身長167cm。13歳。初登場は12話（香川回）。
ジャパンが香川で出会った幼馴染。演劇部。こまちと仲が良いが、一方でジャパンと仲が良いためライバル視もされている。困っている人を放っておけない性格で、全生徒から信頼されている。
寝る時は直島のアート作品を形態模写した寝相をする。
望月（もちづき）
声 - 太田哲治
1年J組→2年J組の男子生徒。静岡県出身。8月21日（静岡県民の日）生。身長168cm。13歳。初登場は3話（静岡回）。
趣味はツーリングと釣り。泣き虫で、愛車のバイクをマスラオに壊されたことでジャパンに助けを求める。新車『SI'Z 1300 OKR』（シズ1300オカアール）は、ジャパンの静岡拳の特製品で、静岡愛をガソリンに駆動する。
花形（はながた）
声 - 米内佑希
1年生→2年J組の男子生徒。山梨県出身。11月20日（山梨県民の日）生。身長170cm。13歳。初登場は14話（山梨VS静岡回）。
坊主頭でマッチョ。運動神経が抜群で1年にして野球部のエースを努める。望月とは富士山をめぐって喧嘩ばかりしている。運動神経が非常に良く勉強も大体出来るが、性格や人望、口は悪く、少しにおう。
鈴木（すずき）
声 - 金光宣明
1年J組→2年J組の男子生徒。福島県出身。8月21日（福島県民の日）生。身長174cm。13歳。ラジウム玉子など卵料理が好物。初メインは18話（福島回）。
第1話で転校して来たトキオの隣の席の生徒。この時は丸刈りであった。メイン回では、友達を欲しがっていた時に偶然拾った巨大な卵から生まれた恐竜（フタバスズキリュウ）を彼の友達を欲しがる心（アバレジモーラ）を融合させて巨大化してしまうが、トキオの「そもそも俺ら友達だろ？」の台詞を受けたことで事態が収まる。
安孫子 紗和（あびこ さわ）
声 - 鶴屋美咲(Girls²)
トキオの妹で津々浦中学校1年生の女子生徒。山形県出身。9月6日（妹の日）生。身長150cm。13歳。存在は言及されていたが、初登場は29話（宮城回）。
暴走族「威喪Ⅱ會」の初代総長。兄のトキオが好き過ぎる故に常に兄に完璧を求めている。外と家では性格が違う。宮城・仙台への憧れがある。
兄を追って上京し、津々浦中学校に入学したが、都道府拳部の紹介を行う際のトキオに失望し、マスラオと手を組んで原因であるジャパンに戦いを挑む。この戦いの最中に都道府拳の魅力に気付き、戦いを止める。
戸丸 純平
第28話で津々浦中学校に入学した1年生（13歳）。群馬県出身。10月28日（群馬県民の日）生。身長162cm。登場は28話（群馬回）。
入学直後に不良に絡まれていたところをトキオに助けられて、一度は彼に憧れて同じ部活に入ろうと考えていたが、彼の所属する都道府拳部の勧誘PVを見て失望し、当初の希望であったバスケ部に入ることを決める。
第4巻62ページのキャラ紹介では、後に身長197cmとなり、中学3年時にはバスケ部のエースとして全国中学校バスケットボール大会準優勝、大会ベスト5に導いたことが語られている。
楜沢 ケー子（くるみざわ ケーこ）
声 - 加藤英美里
津々浦中学校の家庭科の教師で（自称）日本第3位のクイーンオブパティシエール。長野県佐久市出身。3月12日（スウィーツの日）生。身長171cm。28歳。初登場は21話（長野回）。
自分にも他人にも甘い性格で、こまちとナオに長野のスイーツ魂を伝授した。付き合っていた福山田雅春（後述）に一度振られ刈谷樹（後述）と良好な関係になり掛けたが、後に紆余曲折を経て福山田と復縁した。
第29話より、ジャパン達2年J組のクラスの担任となった。
鬼中島 葵（おになかじま あおい）
津々浦中学校の体育の教師。愛媛県出身。12月3日（みかんの日）生。34歳。初登場は36話（愛媛回）。
鬼の様な形相をしているが、性格はかなり優しい。大学時代にフィギュアスケートで強化選手に選出された経験を活かして、フィギュアスケート部の顧問を務めている。息子に権之助（ごんのすけ）がいる。
三猿 サルフミ（みさる サルフミ）
声 - アイクぬわら
津々浦中学校の保健室の先生。栃木県出身。46歳。初登場は37話（栃木回）
元々は普通の人間であったが、地元の日光東照宮の「見ざる、言わざる、聞かざる」の彫刻が好きであるため、猿と瓜二つの顔立ちに整形した。何故か干支は寅で、好きなものも全てトラ繋がりである。
都道府拳全国トーナメントでもジャパン達と同行し、兵庫県代表との戦いで疲弊したジャパンや、島根県代表との戦いで仮死状態となったトキオを診察した。

### 都道府拳全国トーナメント出場者
リアス第三中学の生徒
岩手県代表で、38話（岩手回）にて登場。1回戦で対戦予定だったチームで、会場への移動中にジャパン達と対峙し敗北、新大阪駅に到着後、潔く棄権した。
タカラジェンヌ中学の生徒
兵庫県代表で、39話（兵庫回）にて登場。2回戦でジャパン達と対峙。実は女装をした男性たちで、女性に手が出せないジャパンを苦しめようとしたが、その卑劣な事実を知ったこまちの怒りを買い、彼女の脅しに屈して棄権した。
冷水沢（ヤムワッカナイ）中学のボス
北海道代表のボスで、40、41話（北海道回）にて登場。「デカイ」と言った相手を体内に吸収に自らの力にするという能力を持っており、その能力を利用して次の対戦相手であるジャパン達とマスラオを吸収してしまう。その後体内から「デカイ」と言えば近くにいる人間を吸収するという特性に気付いたジャパン達の機転によって吸収し過ぎてパンクし、その後試合外で決闘を申し込んだとして失格となった。
イザナギ（伊邪那岐命、いざなぎのみこと）
島根県代表の大将。第42話（島根回）で登場。本物の神様で、準決勝での試合中に島根拳でうっかりトキオを殺してしまうが、後に彼を頼らずに生き返ったトキオを見て感銘した。
斎中学（いつきちゅうがく）の生徒
青森県代表で、43話（青森回）にて登場。決勝でジャパン達と対戦。口寄せでジャパンの父、正博を呼び寄せた。

### その他のキャラクター
あつし
声 - 太田哲治
ジャパン達がタイムスリップ先の恐竜時代（福井県）で出会った小型のフクイサウルス。4月17日（恐竜の日）生の3歳。身長45cm。初登場は9話（福井回）。
「やざーっ」が口癖（福井弁）。近眼のため、ジャパンにもらったメガネを掛けている（福井の眼鏡産業と福井拳の産物）。好物は福井特産のラッキョウ。福井拳や成長により、人型の筋肉質「あつ郎」や、怪物「アツオジーヌ・ゲロバイガー・ダンゲルゲン」に変身できる。最終話では人語を喋れるまでになる。
2匹のシティーレックスに「ローカルサウルス」と虐められていたところを、ジャパンに助けられる。ジャパンに名前とメガネをもらって福井拳を修得し、地元福井をメジャー恐竜たちの侵略から防衛する。その後は、ジャパンを慕って一緒に現代にやって来る。その後スズキの首長竜と友達になる。
体色は青。読者から作者に贈られたグッズのカラーを取り入れたものである。デフォルメが大きく、初見のトキオからも「一頭だけ変な形」と指摘されるが、ジャパンから「変じゃない」「人間だって皆違う」とフォローされる。恐竜の復元想像図に対して本物はこうだったのだというネタとなっており、ヒデがあつしをスケッチしたら美術教師に「本物を描け」と叱られる。
マスラオ亜種
声 - 玄田哲章
エピソード単発で登場する、マスラオにそっくりなキャラクター（ただしシティーレックスは性格のみマスラオそっくりで、外見は普通の恐竜）。非人間でファンタジー色が強くなる。数人で出たりもする。
- ジモオニウイルスR800マスラオ - 大分回（7話）で登場。ジモフルエンザウイルスが、ヒデの精神世界の中で擬人化された。
- シティーレックス - 福井回（9話）で登場。自分たちをメジャー恐竜、あつしをローカル恐竜とバカにする。
- シティオーニ - 岡山桃太郎パロディ回（17話）で登場。鬼ヶ島の鬼たち。ハイテクで田舎を侵略＆発展させる。
- シティ隕石、マスラオエイリアン - 鹿児島回（23話）で登場。地球の鹿児島を田舎とバカにする。
- マスラオ地底人 - 滋賀回（32話）で登場。はるか地底の国の首都より出現した。

雨貝 一臣（あめがい かずおみ）
声 - 米内佑希
津々浦中学校の姉妹校、津々浦インターナショナルスクールの男子生徒。茨城県出身らしい。7月4日（アメリカ独立記念日）生。身長187cm。13歳。初登場は10話（茨城回）。
強いアメリカンな心を持ち、津々浦のアメリカナイズを企てる。そのためジャパンとは対立関係にあるが、トキオに自分の出身地を「いばらぎ」と呼ばれた際に「いばらき」と訂正させるなど、地元を思う心を秘めている。最終話では茨城拳を使うまでになった。
過去作『人間碓氷一臣』の「碓氷一臣」を原型に、アメリカンにしたキャラクターである。
湊 未来（みなと みらい）
声 - 加藤英美里
第16話でヒデと家で一緒にいた場面で初登場し、第19話（神奈川回）でマスラオが一目惚れした女性。通称「ミライちゃん」。神奈川県横浜市出身。6月2日生。身長165cm。19歳。好きな俳優は向井理。
横浜の看護大学生で、後に看護師として横浜市内の病院に勤務することが語られる。
マスラオはジャパン達の手助けで彼女に告白しようとしたが、ヒデと付き合っていたことが判明したため、失恋する。なお、ヒデとは後に性格の不一致などから別れる。
竹石 景虎（たけいし かげとら）
津々浦中学校の近所にある「竹石商店」を経営する老人。新潟県出身。10月1日（日本酒の日）生。身長151cm。84歳。登場は22話（新潟回）。
当初は客足が減った影響で廃業も考えていたが、ジャパン達の努力のお陰で考え直し、それどころかマスラオが経営するマスラオパークを買収しようとする。
若尾 春樹（わかお はるき）
ジャパン達が修学旅行先の京都で対峙した不良。岐阜県出身。11月8日（刃物の日）生。身長173cm。体重91kg。15歳。登場は24・25話（京都回）。
『岐阜のT字カミソリ』（略称：TK）の通り名の通り、カミソリを武器に使う。
ジャパンに敗北した後のモノローグでは、後に更生して21歳で結婚、27歳で3児の父となり定年まで刃物工場を勤め上げ、78歳で生涯を終えることが語られている。
ジモ行燈（ジモあんどん）
声 - 太田哲治
修学旅行先の奈良でトキオ達が百ジモ話をしていた時に、ジャパンに変装していた妖怪。ジャパンに変装している時は、前髪の垂れてる部分が「J」ではなく「し」になっている。正体を現した後は語尾に「ジモ」を付ける。登場は26話（奈良回）。
100本目のロウソクが消えた後に正体を現し、トキオ達を追い詰めるが、寸前で本物のジャパンの奈良拳「奈良墨祓い」を受け、消滅した。モデルは百物語の妖怪青行燈。
毛受 耿之介（めんじょう こうのすけ）
第29話で登場。愛知県出身の弁護士の男性である露出狂。4月2日生。身長178cm。36歳。初登場は29話（愛知回）。
5年前の冬に交際相手の洋子に国府宮はだか祭の最中にふんどしが落ちたことで露出した股間を見られたのが切っ掛けで、彼女も含めた全てを捨てて露出狂になった経緯がある。なお、「真の露出狂は正々堂々男に見せる」という理由で男に対してしか露出しない。
ジャパンとの対決で合法に露出する楽しみを知るが、最終的には警察に逮捕される。
福山田 雅春（ふくやまだ まさはる）
長崎県出身の調理師。33歳。月に1度黄金の佐世保バーガーを作るために津々浦中学校に訪れている。表情が一パターンしかない。初登場は20話（長崎回）。
1度は地元を捨てられないとしてケー子先生を振るが、ケー子といい感じになった樹がチャラい男であったため、後に復縁している。
刈谷 樹（かりや いつき）
声 - 米内佑希
高知県出身の美青年。24歳。
第33話（高知回）でははちきん選手権のチェアマンを務めた。選手権で優勝したケー子といい感じになったが、後に浮気性である上に16股もしている最低の倍はちきんの人間であることが判明した。
飯干 琥々愛（いいほし ここあ）
第35話（宮崎回）で登場した宮崎県出身の女の子。3月20日（太陽の日）生。6歳。
宮崎の海岸で遭難していたところを、ジャパンとマスラオに助けられる。
滝椿 天鵞絨（たきつばき ビロード）
斜日連合のボス。都道府拳全国トーナメント開催時の第39話（兵庫回）にて初登場し、第41話（北海道回）で本格的に登場。東雲（しののめ）という部下がいる。
ジモンズ・ストーン（反地元民創成石）を使いジャパン達から純ジモーラを吸収することで人類を武装アンチジモッティーに変え、日本を沈没させようと企むが、結局ジャパンと１度も対峙せずテロ対策特別措置法適用により警察に逮捕された。
日ノ本 正博（ひのもと まさひろ）
ジャパンの父。身長194cm。彼も髪型がジャパンそっくりで、都道府拳マスターである。
本職は会社員であるが、仕事でミスが多かった故に左遷に伴う転勤を繰り返し、ジャパンが3歳になる頃までに47都道府県全てを廻り終えていた。ジャパンの出身が日本全土であることや都道府拳が使えるのは、この出来事が由来となっている。
都道府拳全国トーナメントでは、決勝戦の青森県代表・斎中学の選手の口寄せによって試合に登場。ジモーラは平常時でも100万を超えており、本気を出せば8千万ジモーラを発揮する。ジャパンと互角に対峙するが、最後は妻の清美に息子共々止められた。
日ノ本 清美（ひのもと きよみ）
ジャパンの母。身長162cm。彼女も髪型がジャパンそっくりで、都道府拳マスターである。
都道府拳全国トーナメントの決勝では、息子と夫の試合に、和歌山拳を使って止めた。結果、トーナメントで優勝する。

## 用語
東京都 津々浦区 津々浦町（とうきょうと つつうらく つつうらちょう）
舞台となる町。
東京都立 津々浦中学校（とうきょうとりつ つつうらちゅうがっこう）
本作の主な舞台。ジャパンやトキオ達が通う中学校。
津々浦インターナショナルスクール（つつうら インターナショナルスクール）
津々浦中学校の姉妹校。不良外国人が集まる。雨貝が通う。
都道府拳全国トーナメント（とどうふけんぜんこくとーなめんと）
兵庫県の甲子園球場の地下闘技場で開催された、都道府拳の全国大会。ジャパン達が劇中で出場した津々浦中学校都道府拳部は準優勝で、優勝はジャパンの母、清美である。

## 都道府拳
都道府拳（とどうふけん）
ジャパンが日本全国で編み出した47の秘伝の拳。様々な都道府県の特性を駆使した技を繰り出すことができる。都道府拳は基本的に「〇〇県」を「〇〇拳」と言い換え、秘技・奥義などの技をくり出す。専門用語「ジモ語」にて解説される。
県ではない東京都は「東京都心圏」として「東京斗神拳」に、京都府は「京都風風拳」、大阪府は「大阪功夫」、北海道は「北海ドー」になる。
テレビアニメでは、完全な新技が出たり（例：アニメ1話・山形拳秘技米沢牛ヘアー）、技が変わったりする（例：原作1話・山形拳奥義蔵王炎殺黒龍波→アニメ2話・山形拳奥義蔵王樹氷まつり。同じ元ネタのまま炎熱技が冷気技になった）。
ジモーラ
都道府拳を繰り出すのに必要なエネルギー。地元オーラ。この総量が多いほど強い都道府拳を繰り出すことができ、地元を愛する行為『ジモテーション』を発することで溜まっていく。生まれた場所のジモーラに近ければ近いほど溜まりやすい。

### 都道府拳の一覧
話数を記載する。単行本導入（および帯）の白地図が、塗りつぶされていくようになっている。
| 40、41：北海ドー                                                                                              |
| 43：青森拳 38：岩手拳 30：宮城拳 05：秋田拳 01：山形拳 18：福島拳                                             |
| 10：茨城拳 37：栃木拳 28：群馬拳 02：埼玉拳 44：千葉拳 06：東京斗神拳 19：神奈川拳                            |
| 22：新潟剣 34：富山拳 44、番外編：石川拳 09：福井拳 14：山梨拳 21：長野拳                                     |
| 43、44：岐阜拳 03：静岡拳 29：愛知拳 08：三重拳                                                               |
| 10、32：滋賀拳 24、25：京都風風拳 27：大阪功夫 39：兵庫拳 26：奈良拳 44：和歌山拳                             |
| 11：鳥取拳 42：島根拳 17：岡山拳 31：広島拳 15、16：山口拳                                                    |
| 44：徳島拳 12：香川拳 36：愛媛拳 33：高知拳                                                                   |
| 13：福岡拳 出張番外編：佐賀拳 20：長崎拳 43、44、番外編：熊本拳 07：大分拳 35：宮崎拳 23：鹿児島拳 04：沖縄拳 |

## テレビアニメ
2019年4月8日から2020年3月23日まで、テレビ東京系列ほか『おはスタ』内のコーナー「きゃらスタ」にて、毎週月曜7時5分より短編アニメとして放送された。

### スタッフ
- 原作 - 林聖二[12]
- 監督 - 上野勇[12]
- 脚本 - 成瀬正人、はしもとこうじ[12]
- キャラクターデザイン - 野原早夏、上原史之[12]
- 編集 - オムニバス・ジャパン
- 音楽 - 水口浩次
- 音楽プロデューサー - 穴井健太郎、大隅啓良
- プロデューサー - 佐藤エミ、嵯峨隼人、高野貴志、谷口博康、山下泰弘→近藤庸平、数野高輔
- アニメーション制作 - ODDJOB[12]
- 製作 - 都道府拳部

### 主題歌
「あっぱれ！ジモトがイチバン!!」
作詞 - 桑原永江 / 作曲・編曲 - 水口浩次 / 歌 - 串田アキラ
47都道府県全てのバージョンがある。該当回のエンディング曲で用いられるため、毎週エンディングが異なる。リリース・テレビ放送よりも前に、音楽情報サイトにて個別試聴ができるようになっている。

### 各話リスト
| 話数   | サブタイトル                                   | 脚本           | 作画                              | 放送日        |
| ------ | ---------------------------------------------- | -------------- | --------------------------------- | ------------- |
| 第1話  | ジモトがジャパン                               | 成瀬正人       | 柳野龍男 野原早夏 上原史之        | 2019年 4月8日 |
| 第2話  | トキオがヤマガタ                               | 成瀬正人       | 柳野龍男 野原早夏 上原史之        | 4月15日       |
| 第3話  | ヒデがサイタマ                                 | はしもとこうじ | 柳野龍男 野原早夏 上原史之        | 4月22日       |
| 第4話  | 静岡愛で駆け抜けろ                             | 成瀬正人       | 柳野龍男 野原早夏 上原史之        | 4月29日       |
| 第5話  | ジモ語でめんそーれ！                           | はしもとこうじ | 柳野龍男 野原早夏 上原史之        | 5月6日        |
| 第6話  | シティボーイはつらいよ〜恋の秋田編〜           | 成瀬正人       | 柳野龍男 野原早夏 上原史之        | 5月13日       |
| 第7話  | 魁!!シティボーイ選手権                         | はしもとこうじ | 柳野龍男 野原早夏 上原史之        | 5月27日       |
| 第8話  | 大分拳でヒデを救え！                           | 成瀬正人       | 柳野龍男 野原早夏 上原史之        | 6月10日       |
| 第9話  | シノビが三重でノビノビ                         | はしもとこうじ | 柳野龍男 野原早夏 上原史之        | 6月17日       |
| 第10話 | フクイがジュラシック                           | 成瀬正人       | 柳野龍男 野原早夏 上原史之        | 6月24日       |
| 第11話 | イバラキがアメリカンだっぺ                     | はしもとこうじ | 柳野龍男 野原早夏 上原史之        | 7月1日        |
| 第12話 | 鳥取はいつもひとつ                             | 成瀬正人       | 柳野龍男 野原早夏 上原史之        | 7月8日        |
| 第13話 | 鏡よ香川で白雪姫                               | はしもとこうじ | 柳野龍男 野原早夏 上原史之        | 7月15日       |
| 第14話 | 赤点回避するばい！                             | 成瀬正人       | 柳野龍男 野原早夏 上原史之        | 7月22日       |
| 第15話 | 山梨vs静岡！天下分け目の富士取り合戦           | 小泉佑太       | 柳野龍男 野原早夏 上原史之        | 7月22日       |
| 第16話 | ジモタロウ伝説立ち上がれ岡山!!                 | 小泉佑太       | 柳野龍男 野原早夏 上原史之        | 7月29日       |
| 第17話 | 奇跡の化石でお友達 in 福島                     | はしもとこうじ | 柳野龍男 野原早夏 上原史之        | 7月29日       |
| 第18話 | シティボーイはつらいよ〜真夏の神奈川編〜       | 成瀬正人       | 柳野龍男 野原早夏 上原史之        | 8月5日        |
| 第19話 | 黄金の佐世保バーガー争奪レース                 | はしもとこうじ | 柳野龍男 野原早夏 上原史之        | 8月12日       |
| 第20話 | 長野でスイーツメモリーズ                       | はしもとこうじ | 柳野龍男 野原早夏 上原史之 岡遼子 | 8月19日       |
| 第21話 | 群馬灼熱おんせん地獄                           | 成瀬正人       | 柳野龍男 野原早夏 上原史之        | 8月26日       |
| 第22話 | 新潟拳でジモト商店復活大作戦!!                 | 小泉佑太       | 柳野龍男 野原早夏 上原史之        | 9月2日        |
| 第23話 | ジモトは青かったでごわす！                     | 成瀬正人       | 柳野龍男 野原早夏 上原史之        | 9月9日        |
| 第24話 | 古都でもめごと!?修学旅行ラプソディー（前編）   | はしもとこうじ | 柳野龍男 野原早夏 上原史之        | 9月16日       |
| 第25話 | 古都でもめごと!?修学旅行ラプソディー（後編）   | はしもとこうじ | 柳野龍男 野原早夏 上原史之        | 9月23日       |
| 第26話 | 本当にあったジモト奈良ではの怖い話             | 小泉佑太       | 柳野龍男 野原早夏 上原史之        | 9月30日       |
| 第27話 | 女はつらいよ〜恋の大阪旅情編〜                 | 成瀬正人       | 柳野龍男 野原早夏 上原史之        | 10月7日       |
| 第28話 | 愛知を愛したお殿様                             | はしもとこうじ | 柳野龍男 野原早夏 上原史之        | 10月14日      |
| 第29話 | 妹襲来〜ミヤギセンダイに憧れて〜               | 小泉佑太       | 柳野龍男 野原早夏 上原史之        | 10月21日      |
| 第30話 | 広島愛を止めるな                               | 成瀬正人       | 柳野龍男 野原早夏 上原史之        | 10月28日      |
| 第31話 | 琵琶湖に眠るプレゼント                         | 小泉佑太       | 柳野龍男 野原早夏 上原史之        | 11月4日       |
| 第32話 | ケー子が高知で甘〜い恋愛バトルぜよ！           | はしもとこうじ | 柳野龍男 野原早夏 上原史之        | 11月11日      |
| 第33話 | みんなで作れ！富山の秘薬                       | 成瀬正人       | 柳野龍男 野原早夏 上原史之        | 11月18日      |
| 第34話 | 太陽の国！フェニックスマスラオ！               | 小泉佑太       | 柳野龍男 野原早夏 上原史之        | 11月25日      |
| 第35話 | ジモト愛でGO!佐賀バルーンレース！              | 小泉佑太       | 柳野龍男 野原早夏 上原史之        | 12月2日       |
| 第36話 | 不思議な栃木のジモンキー                       | はしもとこうじ | 柳野龍男 野原早夏 上原史之        | 12月9日       |
| 第37話 | 愛媛からおはよう                               | 成瀬正人       | 柳野龍男 野原早夏 上原史之        | 12月16日      |
| 第38話 | サイレント山口ナイト〜聖なる夜においでませ〜   | はしもとこうじ | 柳野龍男 野原早夏 上原史之        | 12月23日      |
| 第39話 | 突撃金箔お宅訪問！in 石川                      | 小泉佑太       | 柳野龍男 野原早夏 上原史之        | 2020年 1月6日 |
| 第40話 | 夢の千葉ジモティーランド                       | はしもとこうじ | 柳野龍男 野原早夏 上原史之        | 1月13日       |
| 第41話 | 岩手県襲撃事件                                 | 成瀬正人       | 岡遼子 野原早夏 上原史之          | 1月20日       |
| 第42話 | 美しき!?兵庫のスター                           | 成瀬正人       | 柳野龍男 野原早夏 上原史之        | 1月27日       |
| 第43話 | 郡上おどりでレッツゴー！                       | 小泉佑太       | 柳野龍男 野原早夏 上原史之        | 2月3日        |
| 第44話 | 島根に消えたヒデ〜トラブルミステリートレイン〜 | はしもとこうじ | 柳野龍男 野原早夏 上原史之        | 2月10日       |
| 第45話 | 北海道はデッカイドー                           | 小泉佑太       | 柳野龍男 野原早夏 上原史之        | 2月17日       |
| 第46話 | かっとばせ徳島！                               | 成瀬正人       | 柳野龍男 野原早夏 上原史之        | 2月24日       |
| 第47話 | ジャパンに迫る黒い影〜青森脱出編〜             | 小泉佑太       | 柳野龍男 野原早夏 上原史之        | 3月2日        |
| 第48話 | なんだパンダで和歌山県                         | はしもとこうじ | 柳野龍男 野原早夏 上原史之        | 3月9日        |
| 第49話 | 地獄のツーリングバトル in 熊本                 | 成瀬正人       | 柳野龍男 野原早夏 上原史之        | 3月16日       |
| 第50話 | 繰り出せ！都道府拳最終奥義！                   | はしもとこうじ | 柳野龍男 野原早夏 上原史之        | 3月23日       |

## メディア
のぞき見ドキュメント 100カメ（NHK総合）
2018年9月17日放送「少年ジャンプ編集部」 - 新連載決定時の様子が放映される。
どこでも地元メディア「ジモコロ」（イーアイデム + 株式会社バーグハンバーグバーグ）
2019年1月16日「人の地元を笑うなァァ！！」少年ジャンプで話題のマンガが地元愛にあふれすぎ - 作者と担当編集者インタビュー。
山口県・地元メディア
作者の地元である山口県（山口拳）は15・16話の二話、クリスマスの季節イベントという位置づけで用いられた。また作品テーマゆえに1話（2018年42号）欄外で作者の地元「山口県下松市」が紹介されたが、このときルビが「しもまつ」と誤記された。下松市は本誌のジモト広告に投稿し、22話（2019年12号）にて広告が「おいでませ山口拳下松市」「林先生のジモトくだまつです」と相乗りする形で掲載され、地元では報道もされた。また地元書店でも入荷増量や特設コーナー設置などプッシュされ報道もされている。
旅行ガイドブック『るるぶ』
2019年4月1日 TVアニメスタートの人気コミック『ジモトがジャパン』が旅行情報誌『るるぶ』とまさかのコラボ!?『るるぶジモトがジャパン』発表
単行本2巻の帯に推薦コメントを寄せている。発売日に数日先駆けた4月1日には、『るるぶ』の表紙を『ジモトがジャパン』にしたコラボ画像5枚が、ジャンプ編集部とJTBパブリッシング双方から出され、エイプリルフールのお遊びとして「この表紙で新創刊する」というジョークもつけられた。1巻発売時には「単行本表紙がるるぶに似ている」ことが話題になり、関係者も認めている。書店でもコラボが行われ、池袋サンシャインシティ内の書店では特設コーナーが設けられ、1・2巻と題材県のるるぶが横並びになった（サンシャインシティではアニメ開始イベントも行われた）。

## 地球人間テラちゃん
『地球人間テラちゃん』（ちきゅうにんげんテラちゃん）は、林聖二による日本の漫画作品。
『週刊少年ジャンプ』2016年51号・52号に読切版が掲載された。その後、『少年ジャンプ+』2017年5月23日より6月27日まで7話が短期集中連載された（公開中）。読切版は『ジモトがジャパン』6巻、連載版は1～3巻に1話ずつ、4・5巻に2話ずつ収録された。
主人公は、地球人間テラちゃんと、ヤンキー高校生の鬼村龍二。テラちゃんの身心は地球と連動しており、トラブルを回避すべく鬼村が奮闘するというドタバタギャグ漫画である。本作においては、ヒデが『ジモトがジャパン』とは異なる設定で登場する。またテラちゃんは『ジモトがジャパン』にモブキャラクターとして登場する。

## 書誌情報
単行本の表紙は、いずれも旅行ガイドブック『るるぶ』に似ている。『地球人間テラちゃん』は全巻に併録されているため、併録作品の行では省略。
| 巻数 | 発行日（発売日）         | 題材となった都道府県                                 | ISBN              | 併録作品                                      |
| ---- | ------------------------ | ---------------------------------------------------- | ----------------- | --------------------------------------------- |
| 1    | 2019年1月9日（1月4日）   | 山形・埼玉・静岡・沖縄・秋田・東京・大分             | 978-4-08-881671-5 |                                               |
| 2    | 2019年4月9日（4月4日）   | 三重・福井・茨城・鳥取・香川・福岡・山梨VS静岡・山口 | 978-4-08-881761-3 |                                               |
| 3    | 2019年6月9日（6月4日）   | 岡山・福島・神奈川・長崎・長野・新潟・鹿児島・京都   | 978-4-08-881829-0 |                                               |
| 4    | 2019年10月9日（10月4日） | 奈良・大阪・群馬・愛知・宮城・広島・滋賀・高知・富山 | 978-4-08-882072-9 |                                               |
| 5    | 2020年2月4日（2月4日）   | 宮崎・愛媛・栃木・岩手・兵庫・北海道・佐賀           | 978-4-08-882174-0 | 『土俵に咲く薔薇』                            |
| 6    | 2020年5月13日（5月13日） | 島根・青森・岐阜・和歌山・徳島・千葉・熊本・石川     | 978-4-08-882285-3 | 『人間 碓氷一臣』 『おいでませ山口』 『ヒデ』 |